# Taytay (Rizal)
Taytay – miasto na Filipinach w regionie CALABARZON, na wyspie Luzon. W 2010 roku liczyło 288 956 mieszkańców.